# Oroniscus dolomiticus
Oroniscus dolomiticus är en kräftdjursart som beskrevs av Karl Wilhelm Verhoeff1908. Oroniscus dolomiticus ingår i släktet Oroniscus och familjen Oniscidae. Inga underarter finns listade i Catalogue of Life.